# Karačajsko-balkarština
Karačajsko-balkarština (qaračaj-malqar til) je turkický jazyk, kterým mluví karačajsko-balkarský národ, jehož domovinou je oblast severního Kavkazu. Nejbližším příbuzným jazykem je kumyčtina. Další příbuzné jazyky jsou turkické jazyky jako turečtina, azerština a turkmenština. Karačajština je jedním z úředních jazyků Dagestánské republiky. Je také uznáván jako menšinový jazyk v Kazachstánu a Kyrgyzstánu. 

## Dialekty
Karačajsko-balkarský jazyk má dva dialekty.  Na tyto dialekty se pohlíží jako na samostatné jazyky. Jazykem hovoří cca 108 000 lidí (zhruba 156 000 Karačajů a 85 000 Balkarů).

### Karačajský
Karačajsky (garačaj til) se mluví v Karačajsko-čerkeské republice.

### Balkarský
Balkarsky (malgar til) se mluví v Kabardsko-balkarské republice.  

## Písmo a historie
Karačajsko-balkarský jazyk má třistaletou písemnou tradici. Formoval se pod vlivem poloveckých Kumyků v severní části Kavkazu. První písemná památka byla zaznamenána arabským písmem a pochází z roku 1715. Tímto písmem, které bylo roku 1920 doplněno o samohlásky, se karačajsko-balkarština zapisovala do roku 1924. V letech 1924 - 1936 se používala latinka. Od roku 1936 se karačajsko-balkarský jazyk zapisuje upravenou verzí cyrilice.